# Parker Strip, Arizona
Parker Strip je naseljeno područje za statističke svrhe u američkoj saveznoj državi Arizona. Prema popisu stanovništva iz 2010. u njemu je živjelo 662 stanovnika.